# François Tanguy
Pour les articles homonymes, voir Tanguy.
François Tanguy, né à Vanves le 23 juin 1958 et mort le 7 décembre 2022 au Mans est un metteur en scène français.

## Biographie
Son père, surveillant général dans un collège technique à Vitry-sur-Seine, animait déjà un atelier théâtre avec les élèves. Il faisait partie, avec Mady Tanguy, sa tante, d’un groupe de théâtre amateur dirigé par Jacques Lassalle. Ils fonderont avec d'autres, en 1966 le Studio Théâtre de Vitry.
En 1982, François Tanguy devient le metteur en scène du théâtre du Radeau, fondé par Laurence Chable en 1977. En 1984, le théâtre du Radeau s’installe dans un ancien garage automobile au Mans, qui devient La Fonderie en 1994,.
Il s'est engagé à de nombreuses reprises, au côté des sans-papiers, de la Bosnie pour laquelle il a mené en 1995 une grève de la faim avec Ariane Mnouchkine et Olivier Py, puis de la Tchétchénie, de l'Ukraine et des sans-logis.
Le Monde indique que « tout était fractionné, dans le théâtre de François Tanguy : des bribes de textes, des sons de cloches, des éclats d'orages et de musiques. Cette multitude fragmentée donnait naissance à un théâtre du leitmotiv, en écho au vieux chant de l’humanité. En déplaçant notre regard et notre écoute, François Tanguy s’est inscrit dans la lignée de Klaus Michael Grüber, Tadeusz Kantor ou Didier-Georges Gabily ».
En 2009, François Tanguy et le Théâtre du Radeau reçoivent le XIe Prix Europe Réalités Théâtrales, à Wrocław,.
Il reçoit le prix Théâtre de la SACD 2018.

### Mort
François Tanguy meurt dans la nuit du 6 au 7 décembre 2022 au Mans, des suites d'une septicémie foudroyante.

## Prix Europe pour le théâtre - Premio Europa per il Teatro
En 2009, il a reçu le Prix Europe Réalités Théâtrales avec cette motivation : 

« Le nom de François Tanguy reste indissociable de son équipe Le Théâtre du Radeau, crée en 1977, et qu’il a rejoint en 1982. À partir de 1992, ils se sont installés à la Fonderie du Mans où aujourd’hui encore ils travaillent et poursuivent leur recherche unique, hors des sentiers battus, recherche engagée sur le chemin de l’art dans le sens le plus complet du terme. Dans ce sens Tanguy rejoint le modèle du Théâtre Cricot 2 de Tadeusz Kantor, dont l’impact fut fort sur les premiers spectacles de la compagnie. Mais il ne s’agissait point d’un épigonisme subalterne, bien au contraire, de la reconnaissance d’une parenté propre à une famille d’artistes. Très vite la démarche de François Tanguy s’impose grâce au Mystère Bouffe (1986) d’abord et ensuite au Jeu de Faust (1987) et aux Fragments forains (1989). C’est un monde « souterrain » qui émerge, fantasmatique et dérisoire – il y a, chez lui, une propension pour l’humour « philosophique » - où les corps cherchent péniblement à se donner une forme, à se constituer tandis que la langue, elle, se résume à des bribes et à des sons énigmatiques. La révélation de cet accouchement difficile fascine d’emblée bon nombre de spectateurs dont certains vont devenir vite des inconditionnels car Tanguy n’a rien d’un artiste rassembleur et unanimiste. Ces silhouettes dessinées à gros traits, qui lancent des borborygmes et s’agitent comme de monstres étranges font découvrir un univers en formation, incertain et matérialiste, secret et captivant. C’est du théâtre à l’état pur et Tanguy accède au statut d’auteur, dans le sens accordé par Bruno Tackels, d’« écrivain du plateau ». Dès ces débuts il se montre à même d’ élaborer une « nouvelle réalité ». Réalité du plateau, réalité fantasmatique et, en même temps, profondément enfouie dans les fantasmes primitifs de l’homme. François Tanguy ne peut pas, ne souhaite pas travailler autrement qu’en équipe et sur la réalité, humaine et artistique, d’une équipe. Il parvient ainsi à affirmer une expression chorale particulièrement originale où, comme dans un orchestre de chambre, on préserve la singularité d’un participant tout en dégageant la portée d’une expression d’ensemble. Un ensemble toujours à la limite de la cohérence, prêt à se désintégrer, en proie à des forces centrifuges qui, en fin de compte, ne parviennent pas à l’emporter. Choral, ainsi s’intitule une des créations du Radeau et nul terme ne peut mieux qualifier l’identité de leur travail. Ce dont Tanguy et le Radeau témoignent c’est le vœu du chœur et la difficulté de l’accomplir : la choralité, choralité obtenue au prix des sacrifices et de longues séances de travail. Choralité inconfortable, toujours au bord de l’éclatement. Elle n’a rien de rassurant et c’est sa fragilité même qui se donne à voir, avec tout ce qu’elle comporte de précaire, d’instable, de mouvant. Nous suivons de près les avatars de cet affrontement subtil entre l’individuel et le collectif, équilibre incertain sans vainqueurs ni vaincus. Tanguy et le Radeau ont évolué ces derniers temps vers une recherche particulièrement originale qui concerne les frontières mouvantes du théâtre, de la peinture et de la musique. Les Cantates, (2001), Coda (2004) ou Ricercar (2008) attestent cette volonté de travailler sur la transitivité des arts, sur les glissements qui engendrent de l’étrange et du poétique, sur la singularité d’une approche qui confronte le spectateur aux énigmes de la nuit traversée par les échos de la musique et les persistances plastiques. Nous nous retrouvons réunis dans un « monde des commencements » – différent du « monde des origines », propre à la première période – monde de l’indifférenciation, de la confusion des arts, de l’indistinction des domaines. De là, de cet accès à l’indéterminé provient sans doute l’attrait qu’exerce le théâtre de Tanguy. Mais, en artiste avisé, il oppose à l’énigme nocturne de ces errances de groupe la banalité des décors, toujours réduits à des accessoires de plateau, sans prestige ni bonheurs décoratifs particuliers. C’est comme si pour plonger dans le secret du monde on cherchait non pas le mot archaïque, mais le mot courant. Pour y parvenir ce qui lui semble indispensable c’est la lenteur… « Un radeau avance lentement » aime-t-il dire. »

## Mises en scène
- 1982 : Dom Juan de Molière
- 1983 : L’Eden et les cendres
- 1984 : Le Retable de Séraphin
- 1985 : Le Songe d'une nuit d'été de William Shakespeare
- 1986 : Mystère Bouffe
- 1987 : Jeu de Faust
- 1989 : Woyzeck - Büchner - Fragments forains
- 1991 : Chant du Bouc
- 1994 : Choral
- 1996 : Bataille du Tagliamento
- 1998 : Orphéon - Bataille - suite lyrique
- 2001 : Les Cantates[10]
- 2004 : Coda
- 2007 : Ricercar[11],[12]
- 2011 : Onzième[13]
- 2013 : Passim[14]
- 2016 : Soubresaut[15]
- 2019 : Item
- 2022 : Par autan